# Under Cover
Pour les articles homonymes, voir Undercover.
Albums de Ozzy Osbourne
Prince of Darkness
(2005) Black Rain
(2007)
Under Cover est le neuvième album studio du chanteur Ozzy Osbourne, constitué exclusivement de reprises (en anglais, cover (song) signifie reprise et Under Cover signifie « à couvert » ou « à l'abri »), sorti en 2005. Certaines de ces chansons sont aussi sorties sur l'album Prince of Darkness et une a été publiée sur certaines versions du présent CD, la chanson Changes (originellement de Black Sabbath), consiste en un duo entre Ozzy Osbourne et sa fille Kelly. Ozzy a toujours dit qu'il aimait beaucoup les Beatles, il reprend donc une chanson du groupe, In My Life, ainsi que deux de John Lennon, Working Class Hero et Woman. 

## Liste des titres

### Album
| No  | Titre                         | Auteur                                     | Artiste original                | Durée |
| --- | ----------------------------- | ------------------------------------------ | ------------------------------- | ----- |
| 1.  | Rocky Mountain Way            | Walsh, Grace, Passarelli, Vitale           | Joe Walsh                       | 4:32  |
| 2.  | In My Life                    | Lennon, McCartney                          | The Beatles                     | 3:30  |
| 3.  | Mississippi Queen             | West, Laing, Pappalardi, Rea               | Mountain                        | 4:11  |
| 4.  | Go Now                        | Banks, Bennett                             | Bessie Banks (The Moody Blues)  | 3:42  |
| 5.  | Woman                         | John Lennon                                | John Lennon                     | 3:45  |
| 6.  | 21st Century Schizoid Man     | Fripp, McDonald, Lake, Giles, Sinfield     | King Crimson                    | 3:53  |
| 7.  | All the Young Dudes           | David Bowie                                | Mott the Hoople/David Bowie     | 4:34  |
| 8.  | For What It's Worth           | Stephen Stills                             | Buffalo Springfield             | 3:20  |
| 9.  | Good Times                    | Burdon, Weider, Briggs, McCulloch, Jenkins | The Animals                     | 3:44  |
| 10. | Sunshine of Your Love         | Brown, Bruce, Clapton                      | Cream                           | 5:10  |
| 11. | Fire                          | Brown, Crane, Finesilver, Ker              | The Crazy World of Arthur Brown | 4:08  |
| 12. | Working Class Hero            | Lennon                                     | John Lennon                     | 3:22  |
| 13. | Sympathy for the Devil        | Jagger, Richards                           | The Rolling Stones              | 7:10  |
| 14. | Changes (avec Kelly Osbourne) | Osbourne, Iommi, Butler, Ward              | Black Sabbath                   | 4:07  |

### Côté DVD dudual-disc(édition Limitée)
1. In My Life (Clip vidéo)
2. Diner With Ozzy And Friends (reportage vidéo)
3. Rocky Mountain Way
4. In My Life
5. Mississippi Queen
6. Go Now
7. Woman
8. 21st Century Schizoid Man
9. All The Young Dudes
10. For What It's Worth
11. Good Times
12. Sunshine Of Your Love
13. Fire
14. Working Class Hero

## Personnel
- Ozzy Osbourne – chant
- Jerry Cantrell – guitare
- Chris Wyse – basse
- Mike Bordin – batterie

Musiciens invités
- Ian Hunter – chant sur "All the Young Dudes"
- Leslie West – guitare solo sur "Mississippi Queen"
- Robert Randolph – guitare pedal steel sur "Sympathy for the Devil", guitare solo sur "21st Century Schizoid Man"

Musiciens additionnels
- Gregg Bissonette batterie, Joe Bonamassa guitare, Bogie Bowles batterie, Tabby Callaghan, Louis Conte percussions, Jim Cox, Madison Derek, Steve Dudas guitare, Molly Foote, Mark Hudson, Sarah Hudson chœurs, Michael Landau guitare, James Mastro guitare, Paul Santo guitare, Bruce Sugar

Production
- Produit par Mark Hudson
- Arrangements de Steve Dudas
- Ingénieur et audio mixing par Bruce Sugar
- Ingénieur additionnel – Kevin Churko et David Frangioni
- Assistants ingénieurs– Jimmy Hoyson, Ghian Wright, Peter Doris, Charlie Paakkari, Jason Agel, Geoff Rice, Andy Brohard, Devin Workman, Alex Scannell
- Mastered par George Marino
- A&R – Kaz Utsunomiya
- Direction artistique – David Coleman
- Photographie pochette – Kevin Westenberg
- Photos livret– Dennis Keeley
- Photo dos de la pochette – Myriam Santos-Kayda
- Photos intérieures – Myriam Santos-Kayda, Sam Taylor Wood, Bil Zelman